# San Mauro Mare
San Mauro Mare ist eine Fraktion der italienischen Gemeinde (comune) San Mauro Pascoli in der Provinz Forlì-Cesena, Region Emilia-Romagna.

## Geographie
Der Badeort liegt an der Adria an der sogenannten Riviera romagnola. Im Norden des Ortes bildet der Fluss Rubikon die Grenze zur Gemeinde Gatteo. Im Süden befindet sich die Gemeinde Bellaria-Igea Marina. Der Gemeindesitz in San Mauro Pascoli befindet sich etwa 7 km südwestlich von San Mauro Mare im Landesinneren. 

## Geschichte
San Mauro a Mare erfuhr seine größte Entwicklung im Zuge der touristischen Entwicklung der Riviera romagnola nach dem Zweiten Weltkrieg.

## Verkehr
Die Autostrada A14 ist nur 15 Minuten Fahrzeit von San Mauro Mare entfernt. Die Strada Statale Adriatica (SS16) ist nur in wenigen Minuten vom Stadtzentrum erreichbar.